# Sankt Wolfgang-Kienberg
Sankt Wolfgang-Kienberg is een plaats en voormalige gemeente in de Oostenrijkse deelstaat Stiermarken.
Sankt Wolfgang-Kienberg telt 393 inwoners.

## Geschiedenis
Sankt Wolfgang-Kienberg maakte deel uit van het district Judenburg tot dit op 1 januari fuseerde met het district Knittelfeld tot het huidige district Murtal. Op diezelfde dag werd Sankt Wolfgang-Kienberg opgenomen in de gemeente Obdach.